# Gala Dragot
Gala Dragot is een Belgische zangeres en actrice. Ze verwierf haar bekendheid als opvallende kandidate en winnares van The Voice Kids van Vlaanderen 2020 en later met haar deelname aan de preselectie op VRT voor het Eurovisiesongfestival 2023.
Dragot is de dochter van de Albanese kunstenaar Robert Dragot (1960), die in Albanië grote bekendheid geniet.

## Carrière
Ze nam in 2020 deel aan het vijfde seizoen van The Voice Kids, waar ze deel uitmaakte van het team van Sean Dhondt. Ze won de finale met nummers van Elton John en Bob Dylan. Enkele maanden later volgde haar eerste single Contagious.
Eind 2022 trad Dragot als guest op in Festivali i Këngës, de Albanese preselectie voor het Eurovisiesongfestival. Op 14 januari 2023 nam zij deel aan Eurosong, de Belgische preselectie voor het Songfestival. Vooraf schreef ze twee nummers, emotion ollie en t'inquiète, en niet veel later werd ze geselecteerd, naast zes andere kandidaten. Ze nam deel met het nummer t'inquiète aan de nationale finale in Paleis 12, waar ze op een derde plaats eindigde. Dragot won die avond wel de jurystemming.